# Мураши
Мураши́ — город (с 1944) в России, административный центр Мурашинского района Кировской области.
Население — 5700 чел. (2021).
Город расположен в 112 км от областного центра, Кирова.

## История
Заселение территории на месте города осуществлялось ещё с XVII века. В это время небольшие семейства переселились из села Великорецкого в Белозёрье, появившееся неподалёку от современной территории Мурашей. Окончательно формирование Белозерья как деревни произошло в XVIII веке, примерно тогда же деревня стала центром Пинюжанской волости.
Для того, чтобы положить начало более короткому сообщению регионов Сибири и Архангельской области, необходимо было построить железную дорогу. Предполагалось, что это будет один из важнейших торговых путей в России того времени. 13 мая 1895 года царь Николай II подписал Указ о строительстве Пермь-Котласской железной дороги. В итоге железная дорога была построена и сдана в эксплуатацию в 1898 году. В этом же году появилась станция и поселение вокруг неё.
Небольшой посёлок у станции Мураши относился к Пинюжанской волости Орловского уезда Вятской губернии. Волостное управление находилось в деревне Белозёрье, расположившейся близ станции (около 6 км). Там же располагалась единственная начальная школа на всю волость, а больница была за 30 км, в селе Верходворье. Станцию назвали в честь исчезнувшей деревни Мураши, расположившейся неподалёку от Белозёрья на реке Переходнице. В этой деревне и проживала половина населения рабочих. 
К началу XX века станция Мураши представляла собой небольшое поселение, которое насчитывало всего 12 домов. В 1904 году в посёлке открылась двухклассная школа, а затем здесь появилась и своя поликлиника. В 1915 году с местного населения начали собирать сборы, чтобы приобрести помещение для школы с четырёхлетним обучением. В те времена такая школа называлась Высшим начальным училищем. Культурно-просветительское общество также собирало с населения деньги и на создание своей районной библиотеки, в которой изначально насчитывалось лишь несколько десятков книг.
Несколько позднее, в 1918 году, в посёлке Мураши появилась семилетняя школа, которая лишь в 1933 году впервые получила статус среднего учебного заведения.
С 1929 года — районный центр Мурашинского района в Нижегородском крае. В 1934 году район, вместе с посёлком, перешёл в Кировский край, преобразованный в 1936 году в Кировскую область. С 1944 года — город.
К 1956 году в городе уже имелись три средние школы и одна семилетняя, школа ФЗО, Дом пионеров, районный Дом культуры, четыре библиотеки, стадион, парк, детские сады, больница. В 1957 г. в городе построена новая электростанция. Благоустраиваются улицы, проводится их озеленение, полотно дорог на ряде улиц покрывается бетонно-шлаковыми плитами, на окраинах города строятся пруды.

## Население
| 1926  | 1931  | 1939  | 1941    | 1959    | 1970    | 1979    | 1989  |
| ----- | ----- | ----- | ------- | ------- | ------- | ------- | ----- |
| 1736  | ↗2700 | ↗7538 | ↗11 800 | ↗14 216 | ↘12 700 | ↘11 363 | ↘9891 |
| 1992  | 1993  | 1996  | 1998    | 2000    | 2001    | 2002    | 2003  |
| ↘9500 | ↘9400 | ↘9000 | ↘8900   | ↘8500   | ↘8400   | ↘7650   | ↗7700 |
| 2005  | 2006  | 2007  | 2008    | 2009    | 2010    | 2011    | 2012  |
| ↘7300 | ↘7100 | ↘7000 | ↘6900   | ↘6727   | ↗6750   | ↗6800   | ↘6634 |
| 2013  | 2014  | 2015  | 2016    | 2017    | 2018    | 2019    | 2020  |
| ↘6596 | ↘6574 | ↘6491 | ↘6384   | ↘6322   | ↘6218   | ↘6082   | ↘5924 |
| 2021  |       |       |         |         |         |         |       |
| ↘5700 |       |       |         |         |         |         |       |

На 1 января 2025 года по численности населения город находился на 1066-м месте из 1124 городов Российской Федерации.

## Экономика
- Предприятия железнодорожного транспорта,
- Лесозаготовительные и лесоперерабатывающие предприятия,
- Отделения 5 банков (Сбербанк России, Россельхозбанк, Почта Банк, Совкомбанк, Росгосстрах Банк)[22].

## Транспорт

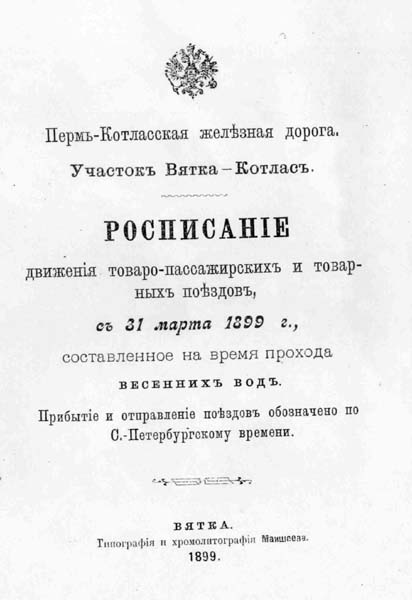

В городе находится железнодорожная станция Мураши, расположенная на участке Киров — Котлас Горьковской железной дороги. Город расположен у федеральной автомобильной дороги «Вятка». Вблизи города начинается строящаяся автодорога Киров — Котлас — Архангельск.

## Уроженцы
Агалаков Степан Иванович (род. 23.01.1924.) — ветеран труда и войны.
Березин Пётр Ильич (01.08.1910 — 28.07.1946) — участник Великой Отечественной войны. Награждён Орденом Отечественной войны II степени и медалью За боевые заслуги.
Даровских Валерий Афанасьевич (род. 19.07.1961) — российский биатлонист и лыжник, участник боевых действий в Афганистане. Заслуженный мастер спорта России по биатлону и лыжным гонкам среди спортсменов с ПОДА.
Бакин, Виктор Семёнович (род. 1 ноября 1957) — российский писатель, журналист. Член Союза журналистов России(1984), член Союза писателей России (2003).

### Проживали
Маракулин Павел Павлович — 20.01.1937 — 09.01.2017 — русский поэт, прозаик, журналист. Член Союза писателей СССР с 1971 года. Проживал в городе и районе.
Анищенко, Александр Михайлович — 06.11.1916 — 30.10.1976 — участник Великой Отечественной войны, Герой Советского Союза (26.10.1943), гвардии сержант. Проживал в городе.
Грин, Александр Степанович — жил и работал в городе в 1915 году.